# Callicarpa roigii
Callicarpa roigii là một loài thực vật có hoa trong họ Hoa môi. Loài này được Britton mô tả khoa học đầu tiên năm 1926.